# Drymophila (Alstroemeriaceae)
Drymophila là một chi thực vật có hoa trong Họ Loa kèn Peru.

## Các loài
Chi này gồm 2 loài, đếu xuất hiện ở Úc:
- Drymophila cyanocarpa R.Br.
- Drymophila moorei Baker[3]